# WWF The Music, Vol. 5
WWF The Music, Vol. 5 es un álbum recopilatorio lanzado por la World Wrestling Federation en 2001. En él se recogen algunas canciones de entrada de los luchadores. El álbum tuvo que soportar críticas negativas por parte de los críticos.

## Lista de canciones
Todas las canciones están compuestas y perfeccionadas por Jim Johnston, excepto las indicadas.
| #  | Título                             | Luchador                        | Duración |
| -- | ---------------------------------- | ------------------------------- | -------- |
| 1  | "The Game" (cantada por Motörhead) | Triple H                        | 3:29     |
| 2  | "Rowdy" (cantada por Ron Killings) | K-Kwik                          | 3:13     |
| 3  | "If You Dare"                      | Tazz                            | 3:23     |
| 4  | "It Just Feels Right"              | Lita                            | 2:54     |
| 5  | "Out of The Fire"                  | Kane                            | 3:08     |
| 6  | "Latino Heat"                      | Eddie Guerrero                  | 2:50     |
| 7  | "I've Got It All"                  | Billy Gunn                      | 3:26     |
| 8  | "What About Me?"                   | Raven                           | 3:06     |
| 9  | "Who I Am"                         | Chyna                           | 3:09     |
| 10 | "Medal"                            | Kurt Angle                      | 2:52     |
| 11 | "Bad Man"                          | Rikishi                         | 3:14     |
| 12 | "Shooter"                          | Chris Benoit                    | 2:43     |
| 13 | "Turn It Up"                       | Too Cool                        | 2:59     |
| 14 | "Pie"                              | The Rock (featuring Slick Rick) | 3:46     |